# TG4
TG4 (TG Ceathair) je televizijski kanal javnog servisa iz Republike Irske s nacionalnom pokrivenošću, namijenjen publici koja govori irski. Vodi ga javna korporacija "Teilifís na Gaeilge".
Počeo je emitirati 31. listopada 1996. kao Teilifís na Gaeilge (TnaG), a do 2007. njime je upravljala podružnica RTÉ -a, nacionalne javne radiotelevizije. Među njegovim ciljevima je javna služba i širenje irskog jezika.
Od srpnja 2007. dio je Europske radiodifuzne unije.